# 金背陇蜀杜鹃
金背陇蜀杜鹃（学名：Rhododendron przewalskii sp. chrysophyllum）为杜鹃花科杜鹃花属下的一个亚种。